# Richard Distler

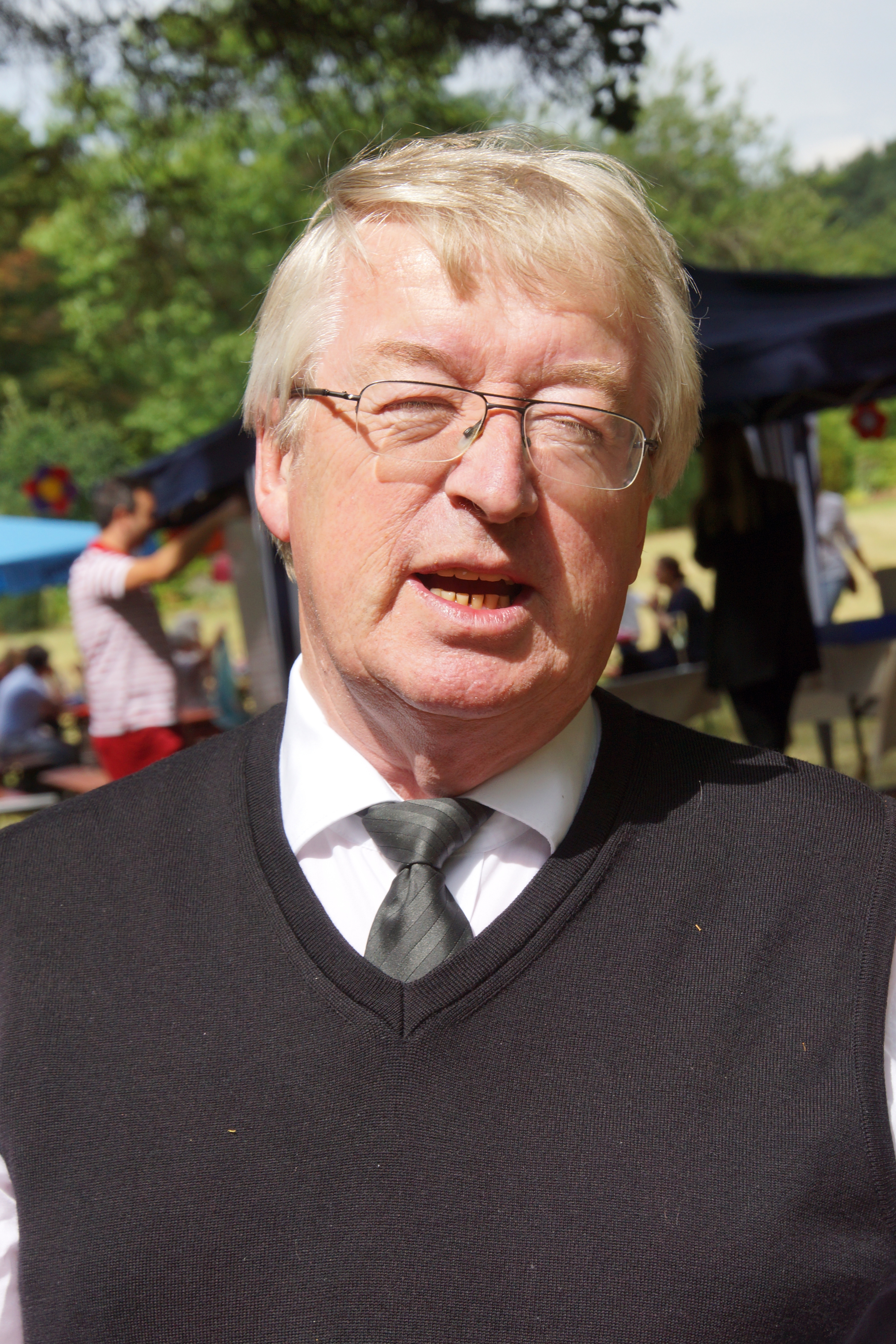
Richard Distler (2014)

Richard Distler (* 1946 in Röckersbühl, heute Gemeinde Berngau) ist ein deutscher römisch-katholischer Geistlicher und Liedertexter.

## Leben
Richard Distler studierte Philosophie und Katholische Theologie in Eichstätt, Tübingen und Regensburg sowie drei Semester Astrophysik und Atomphysik. Am 18. Juni 1972 wurde ihm durch Bischof Alois Brems im Ingolstädter Münster die Priesterweihe gespendet. Sein Primizspruch war „Wir sind nicht Herren eures Glaubens, sondern Diener Eurer Freude!“. Danach war er zwei Jahre Kaplan in Hilpoltstein und Nürnberg-Langwasser und wurde dann Direktor im Studienseminar St. Richard in Eichstätt.
Distler übernahm 1980 die Pfarrei Hitzhofen und 1984 zusätzlich Hofstetten. 1989 wurde er von Bischof Karl Braun zum Stadtpfarrer der Hofkirche Neumarkt in der Oberpfalz ernannt. 1993 wurde er als Dekan des Dekanates Neumarkt in der Oberpfalz mit 46 Pfarreien und rund 70.000 Katholiken verantwortlich. Distler gehörte der bischöflichen Ökumenekommission und der Liturgischen Kommission der Diözese an.
2008 textete er die Strophen zwei und drei zum Lied Gruß dir, Sankt Paulus, das im Eichstätter Gotteslob unter der Nummer 873 abgedruckt ist.
Im November 2008 wurde Distler von Papst Benedikt XVI. zum Kaplan Seiner Heiligkeit (Monsignore) ernannt. 2017 ging er in den Ruhestand. Im Dezember 2017 erfolgte seine Ernennung zum Ehrenbürger von Neumarkt in der Oberpfalz.

## Privates
Distlers älterer Bruder Michael (1941–2012) war ebenfalls Priester und Studiendirektor. Seinen Ruhestand verbringt Distler in Meckenhausen.